# 小行星24121
小行星24121（24121 Achandran）是一颗绕太阳运转的小行星，为主小行星带小行星。该小行星于1999年11月19日发现。

## 轨道参数
小行星24121的轨道半长轴为428 640 966 km，2.8652471 UA，离心率为0.0051189。